# Едмунд Кин
Едмунд Кин (4. новембар 1787 — 15. мај 1833) био је прослављени британски шекспировски сценски глумац рођен у Енглеској, који је између осталог наступао у Лондону, Белфасту, Њујорку, Квебеку и Паризу. Био је познат по кратком стасу, бурном личном животу и контраверзном разводу.

## Биографија

### Младост
Кин је рођен у Вестминстерu, Лондон. Отац му је вероватно био Едмунд Кин, архитектонски чиновник, а мајка глумица Ан Кери, ћерка композитора и драматичара из 18. века, Хенрија Керија.
Кин се први пут појавио на позорници са четири године, као Купидон у балету Cymon Жан-Жоржа Новера. Његова ведрина, спретност и заинтересованост учинили су га универзалним фаворитом, али су му тешке околности и недостатак дисциплине помогли у развијању самопоуздања и тврдоглавости. Отприлике 1794. неколико добронамерних особа платило му је да иде у школу, где се добро снашао; али с обзиром да му је ограничавање било неподношљиво, укрцао се на брод као бродски слуга у Портсмуту. Када је схватио да је живот на мору још више ограничавајући, претварао се да је и глув и хром тако вешто да је преварио лекаре на Мадеири.
По повратку у Енглеску, затражио је заштиту свог ујака, Мозеса Кина, мимичара, трбухозборца и забављача, који га је, осим што је наставио своје студије пантомиме, упознао се делом Шекспира. У исто време, госпођица Шарлот Тидсвел, глумица која је од малена била посебно љубазна према њему, учила га је принципима глуме.
Након смрти ујака, она је преузела одговорност за њега, а он је започео систематско проучавање главних Шекспирових ликова, показујући нарочиту оригиналност свог генија интерпретацијама потпуно другачијим од оних Џона Филипа Кембла, који је тада сматран великим извођачем тих улога. Кинови таленти и занимљиво лице учинили су да га госпођа Кларк усвоји, али он се увредио на коментаре једног посетиоца и изненада напустио њену кућу и вратио се у старо окружење.

### Откриће
Са 14 година, добио је ангажман да током 20 ноћи у Јорк Театру игра водеће ликове, појављујући се као Хамлет, Хејстингс и Като. Убрзо након тога, док је био у Ричардсон Театру, путујућем позоришном друштву, гласине о његовим способностима стигле су до Џорџа III, који му је наредио да се појави у дворцу Виндсор. Потом се придружио Саундерсовом циркусу, где је у извођењу јахачке нумере пао и сломио обе ноге - ова несрећа је оставила трагове на његовим ногама током целог живота.
Отприлике у ово време, он је упознао музику Чарлса Инклдона, плешући уз Д'Егвила, и мачевао са Анђелом. 1807. године играо је водеће улоге у позоришту Белфаст са Саром Сидонс, која га је почела називати "ужасним малим човеком", а уз даља искуства о његовим способностима рекла је да је "играо врло, врло добро", али да је "такође мало њега да би био сјајан глумац." 1808. придружио се провинцијској трупи Семјуела Батлера (глумац) и 17. јула се оженио водећом глумицом, Мари Чамберс из Ватерфорда. Његова супруга родила је два сина, од којих је један био глумац Чарлс Кин.

### Позориште Друри Лејн и Њујорк
Неколико година његови изгледи били су врло суморни, али 1814. године, Одбор позоришта Друри Лејн које је било на ивици банкрота, решио је да му пружи прилику међу „експериментима“ које су спроводили да поврате популарност. Кад се очекивање његовог првог појављивања у Лондону обрушило на њега, био је толико грозничав да је узвикнуо: "Ако успем, полудећу." Како неко време није могао да приушти услуге доктора, старији син му је умро дан након што је он потписао трогодишњи уговор са Друри Лејн.
Његово појављивање у Друри Лејну 26. јануара 1814. године у лику Шајлока изазавао је готово неконтролирано одушевљење публике. Савременици су препознали да је Кин донео достојанство и хуманост свом лику. Џејн Остин се позива на његову популарност у писму својој сестри Касандри од 2. марта 1814: "Места су обезбеђена у Друри Лејну за суботу, али толико је јак занос да се види Кин да је могао да се добије само трећи и четврти ред". Узастопни наступи у Ричарду III,Хамлету, Отелу,Магбету и краљу Лиру показали су његово мајсторство у распону трагичних емоција. Његов тријумф био је тако сјајан да је и сам једном приликом рекао: „Нисам могао да осетим бину испод себе“.
1817. године локални драматург по имену Чарлс Баки представио је своју драму Италијани, или; Фатална оптужба позоришту Друри Лејн, где је Кин требало да глуми главну улогу. Представа је била добро прихваћена и од стране савета и од стране глумаца све док Кин није променио расположење и почео да износи неке непоколебљиве примедбе о томе да његов део није довољно велик за њега. Потом, након представе у фебруару 1819. године, где се Кин потрудио да упропасти премијеру Швајцарске, ауторке историјских романа Џејн Портер, која се Кину није допадала, Баки је представу повукао из презира према Киновом понашању. Након дугог наговарања позоришног особља да и даље играју представу, господин Баки је поново објавио, са предговором о инциденту, укључујући одломке из преписки између укључених страна, која је касније оспоравана у две књиге, „Нападач нападнут" и "Одбрана Едмунда Кина". Представа је ипак изведена 3. априла 1819. године уз катастрофални пријем захваљујући контраверзи која је већ постојала око представе и претходног понашања Кина.
29. новембра 1820. Кин се појавио први пут у Њујорку као Ричард III у Позоришту Антони Стрит. Успех његове посете Америци био је недвосмислен, иако је дошао у бурни спор са штампом. 4. јуна 1821. вратио се у Енглеску.
Кин је био први који је обновио трагични крај Шекспировог Краља Лира, који је на сцени замењен од 1681. године адаптацијом са срећним крајем Историја краља Лира Нахум Тејта. Кин је раније глумио Тејтовог Лира, али је рекао својој жени да лондонска публика "нема појма шта могу учинити док ме не виде преко мртвог Корделија". Кин је одиграо трагичног Лира у неколико представа. Није био добро прихваћен, мада је један критичар његов призор умирања описао као "дубоко утицајан", и са жаљењем се вратио Тејту.

### Приватни живот
Кинов начин живота постао је препрека његовој каријери. Као резултат његове везе са Шарлотом Кокс, женом лондонског градског одборника, г. Кокс је тужио Кина и тражио одштету због кривичне интимности (прељуба). Одштету од 800 фунти доделила је порота која је расправљала само 10 минута. Неповољна одлука у случају кривичне интимности Кокс против Кина је 17. јануара 1825. године натерала његову жену да га напусти, био је извиждан када се поново појавио у Друри Лејну и замало је био приморан да се трајно повуче са сцене. Дуги низ година живео је у Кидел Хаусу, Хорндин.

### Друга посета Америци
Друга посета Америци 1825. године у великој мери је представљала понављање прогона који је претрпео у Енглеској. Неки градови су му показали дух милосрђа; многи су га подвргавали увредама, па чак и насиљу. У Квебеку је био импресиониран љубазношћу неких Хурон Индијанаца који су присуствовали његовим представама, а наводно је постао почасни поглавар племена, добивши име Alanienouidet. Киново последње појављивање у Њујорку било је 5. децембра 1826. у Ричарду III, улози у којој је први пут виђен у Америци.

### Пад и смрт
Вратио се у Енглеску и на крају је примљен са наклоношћу, али до тада је био толико зависан од употребе стимуланса да је постепено пропадање његових дарова било неизбежно. Ипак, његове велике моћи тријумфирале су у тренуцима његове инспирације над апсолутном олупином његових физичких способности. Његов наступ у Паризу био је неуспех због налета пијанства.
Његов последњи наступ на позорници био је у Ковент Гардену 15. марта 1833. године, када је глумио Отела у Ричарду III уз свог сина Чарлса Кина као Јага, који је такође био изврстан глумац. На речи "Зликовче, будите сигурни", у 3. сцени III чина, изненада се срушио и заплакао уздрманим гласом: "Боже, умирем. Говорите им, Чарлсе„ и пао је непажљиво у наручје свог сина. Умро је у Сареју 1833. године, комеморација је одржана у Парохијској цркви где се налази подна плоча која обележава његов гроб и зидна плоча која је била првобитно напољу, али су је преместили унутра и обновили током рестаураторских радова 1904. Сахрањен је у парохијској цркви Свих Светих, у селу Катерингтон, Хемпшир. За његове последње речи се тврдило да су "лако је умрети; комедија је тешка". У Дублину је Густавус Вонан Брук преузео улогу Виљема Тела коју је напустио Кин.

## Ексцентричност
Његове су ексцентричности на врхунцу његове славе биле бројне. Понекад би јахао на свом коњу, Шајлок, читаву ноћ. Приказиван је са укроћеним лавом са којим би могао да се нађе играјући се у својој свлачионици.

## Оцене
У својим ранијим данима Франсоаз Талма је о њему говорио: "Он је величанствен необрађен драгуљ; полирајте га и заокружите и биће савршен трагичар." Вилијам Макреди, који је био јако импресиониран Киновим Ричардом III и упознао глумца на вечери, говори о његовом "неприличном понашању ... у одређеној мери стидљивости" и о "дирљивој милости" његовог певања. Кинов изговор три речи "Ја одговарам - не!" из дела Сер Едварда Мортимера "Гвоздени сандук", бацио је Макредија у бездан очаја када му је био конкурент у овој улози. Живот Едмунда Кина толико је драматичан да је био предмет драме Жан Пол Сартра "Кин", као и драме Александра Дима, под називом Кин, или поремећај генија, у којој је глумац Фредерик Леметр постигао један од својих највећих тријумфа. 1924. режисер Алекандар Волкоф адаптирао је Димину драму у француски неми играни филм с руским глумцем Иваном Мосјукиним, који је тада живео у Паризу.

## Позоришна дела
Неколико позоришних остварења засновано је на Кеановом животу:
- Кин, драма Александра Диме, оца, 1836
- Кин, комедија Жан Пол Сартра, 1953 [14]
- Кин, Бродвејски мјузикл Питера Стоуна, Роберта Рајта и Џорџа Фореста из 1961. године
- Кин, 1978, BBC драма месеца са Ентони Хопкинсом
- Кин, 1983, YTV биографија са Беном Кингслијем
- Кин IV, трагикомедија Григорија Горина, 1991

## Културни утицај
Познати британски позоришни и филмски глумац из 20. века, Питер О’Тул, поседовао је прстен који је некад припадао Кину, и користио га је као књижевну талију за писање друге свеске његове аутобиографије Поигравање с намером (Loitering With Intent): Ученик (The Apprentice) (1997). О’Тул је изрекао речи, "умрети је лако; комедија је тешка" и приписао је последњим Киновим речима у филму "Моја омиљена година" из 1982. године.